# Morondo (Varallo)
Morondo, un tempo comune autonomo, è oggi una frazione del comune di Varallo, in provincia di Vercelli.

## Geografia fisica
Il frazione, che dista circa 6 km dal centro di Varallo è situata a un'altitudine di 792 metri di quota, sulle pendici meridionali della Cima della Rabbiosa. Si trova nella valletta del Riale della Crosa, un affluente in sinistra idrografica della Sesia. Oltre alla strada di collegamento con il capoluogo comunale un'altra stradina, in buona parte asfaltata, collega Morondo con l'Alpe Sacchi, sul crinale Orta/Sesia.

## Storia

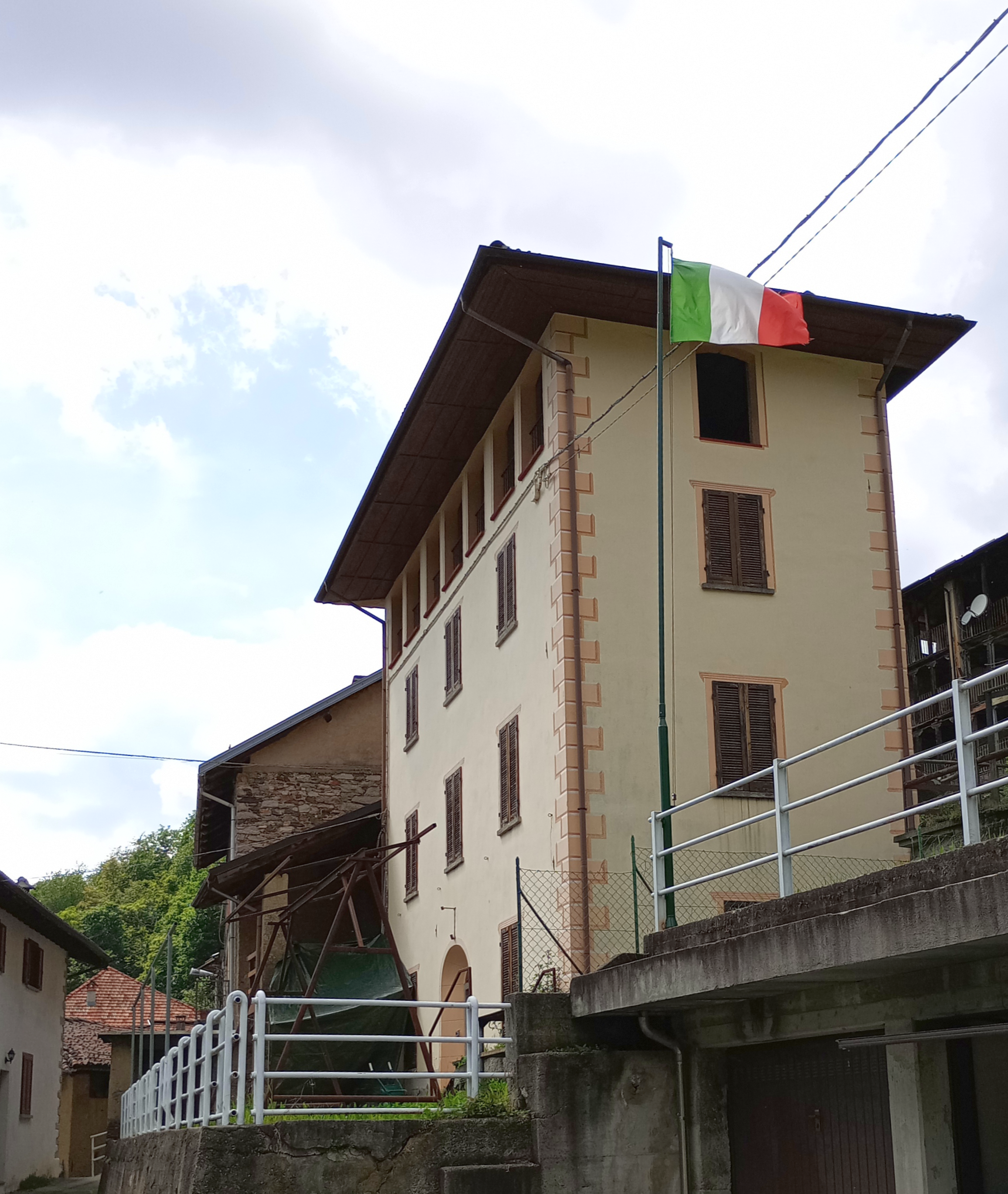
L'ex scuola elementare

Poco prima di metà Ottocento Goffredo Casalis scriveva che Morondo contava 323 abitanti distribuiti in 68 nuclei familiari (fuochi); le case erano quasi tutte con il tetto di paglia. Il territorio comunale era piuttosto povero, e tra i pochi prodotti agricoli prevalevano castagne e patate, le cui eccedenze venivanno vendute a Varallo. Data la povertà dei luoghi gli abitanti erano costretti alla migrazione stagionale per esercitare vari mestieri a Milano o Torino.  Il codice catastale dell'ex-comune è  "F741".  Il 2 marzo 1929 Morondo perse la propria autonomia comunale e venne aggregato a Varallo.

## Monumenti e luoghi d'interesse

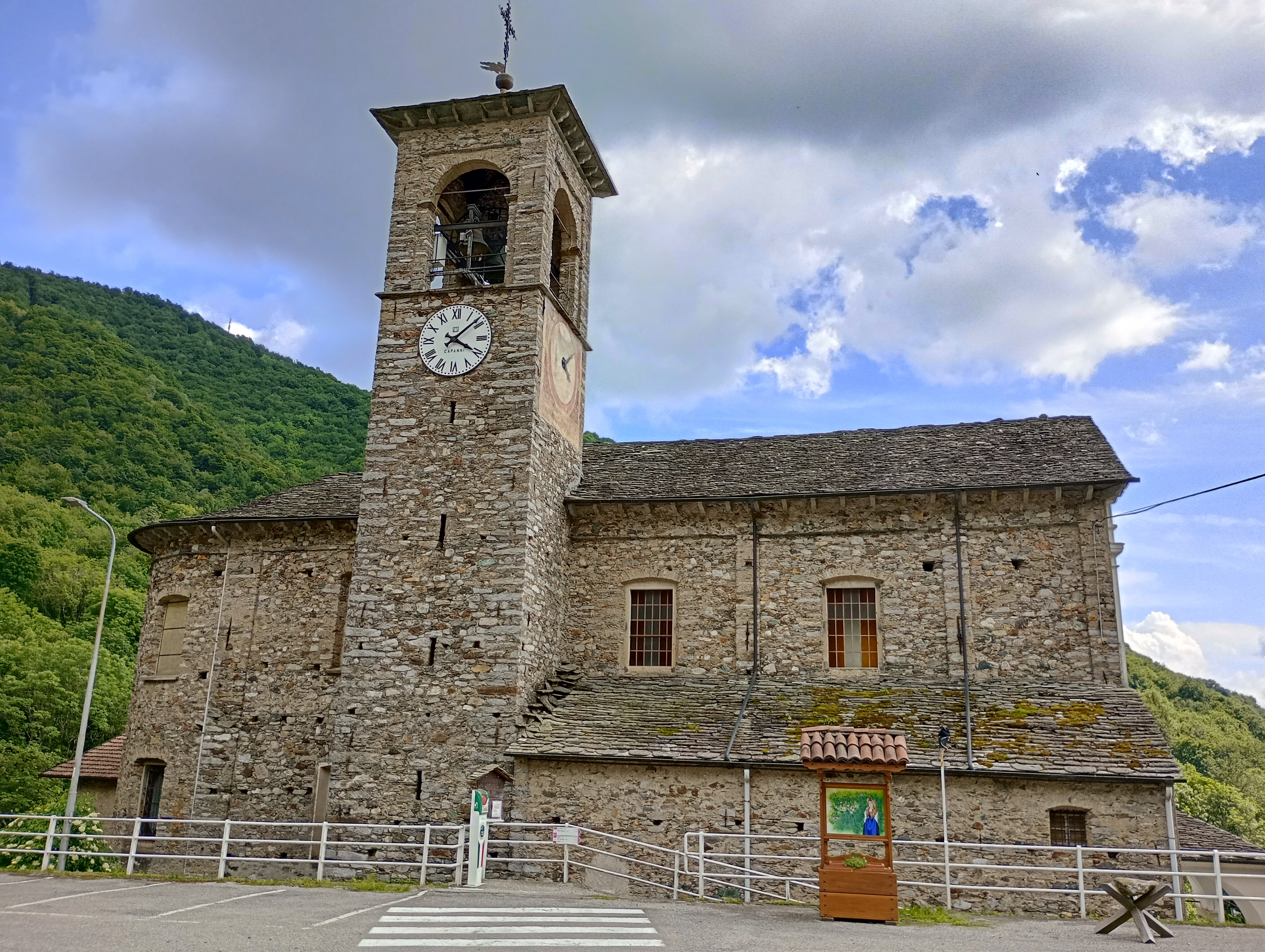
Sant'Antonio Abate

- Parrocchiale di Sant'Antonio Abate, situata a valle del centro abitato. Oggi la parrocchia di Morondo è stata unificata con quella di Camasco[9] ed è intitolata ai Santi Bernardo di Aosta e Antonio abate. Come altre parrocchie valsesiane appartiene alla Diocesi di Novara.[9]
- Oratorio San Rocco, che si colloca a monte del paese.
- Santuario della "Madonna delle Pecore", a breve distanza da Morondo, eretto secondo una leggenda per difendere la zona dalle streghe che infestavano i boschi.[10]